# メビウス・ゲーム
『メビウス・ゲーム』（Möbius Game）は、山口百恵の20枚目のスタジオ・アルバム。1980年5月21日にCBSソニーよりリリースされた。

## 概要
帯コピー：終りあって終りなし 百恵のワンダーワールド!!
シングル「ロックンロール・ウィドウ」と同時発売。本作には、イントロにストリングスの音が足されたアルバム・バージョンで収録されている。
2003年6月4日に発売された、全オリジナルアルバム22枚を復刻したCD-BOX『MOMOE PREMIUM』にはリマスタリング音源で収録されている（2007年9月30日には更なるマスターサウンド仕様が施された『Complete MOMOE PREMIUM』が発売された）。

## 背景
本作は当初、シングルを含まないアルバムとなる予定だったが、百恵に一度ストレートなロックンロールを歌わせてみたいとの企画から生まれた「ロックンロール・ウィドウ」の出来が非常に良かった為、初めてアルバムと同時発売という形でシングルカットすることとなった。
1曲目「ロックンロール・ウィドウ」のイントロで聴こえるストリングスの音は、アルバムの最後に収録された「ヴァイオレット・ラプソディー」のアウトロのストリングスと同じものであり、同じようにLPではA面の最後「アポカリプス・ラブ」のアウトロが、B面1曲目「テクノ・パラダイス」のイントロに繋がるといった仕掛けが施されている。これは曲が終わっても無限に続くようなイメージのアルバムにしたいというディレクター川瀬泰雄と金塚晴子のアイディアによるものである。
アルバムのタイトルは他に、「メタモルフォセス」「平行世界」「無限への崩壊」「エディプス・コンプレックス」「ナーバス・ブレイクダウン」など多数の候補が挙がっていたが、最終的には『メビウス・ゲーム』に決定した。”メビウス” はメビウスの輪から、”ゲーム” は前述の曲の構成に仕掛けられた遊びから採られたものである。
ジャケットのイラストは、当時多摩美術大学を卒業したばかりのイラストレーター鶴田一郎が手掛けている。

## 収録曲
| 全編曲: 萩田光雄。 |                              |            |          |
| #                  | タイトル                     | 作詞       | 作曲     |
| 1.                 | 「ロックンロール・ウィドウ」 | 阿木燿子   | 宇崎竜童 |
| 2.                 | 「哀愁のコニーアイランド」   | 森雪之丞   | 大滝詠一 |
| 3.                 | 「のぞきからくり」           | 伊藤アキラ | 梅垣達志 |
| 4.                 | 「ペイパー・ドリーム」       | 浅野裕子   | 萩田光雄 |
| 5.                 | 「アポカリプス・ラブ」       | 阿木燿子   | 宇崎竜童 |

| #  | タイトル                         | 作詞       | 作曲               |
| -- | -------------------------------- | ---------- | ------------------ |
| 1. | 「テクノ・パラダイス」           | 伊藤アキラ | 梅垣達志           |
| 2. | 「恋のホットライン」             | 森雪之丞   | 佐藤健             |
| 3. | 「ワン・ステップ・ビヨンド」     | ちあき哲也 | トミー・スナイダー |
| 4. | 「E=MC2」                        | ちあき哲也 | 佐藤健             |
| 5. | 「ヴァイオレット・ラプソディー」 | 浅野裕子   | 萩田光雄           |

## スタッフ
- エグゼキュティブ・プロデューサー: 酒井政利
- プロデューサー: 川瀬泰雄
- ディレクター: 川瀬泰雄
- レコーディング・エンジニア: 前島裕一
- リミキシング・エンジニア: 前島裕一、萩田光雄
- アシスタント・エンジニア: 大野邦彦
- レコーディング・コーディネーター: 金塚晴子
- アシスタント・ディレクター: Kazutoshi Haraguchi
- ジャケットイラストレーター: Ichiro Tsuruta
- 写真: Masaaki Ohtake
- デザイナー: 山田充

## 関連人物
- 大滝詠一
- 宇崎竜童
- 阿木燿子

## 関連作品
- MOMOE PREMIUM
- 山口百恵 22 Original Albums Collection
- Complete MOMOE PREMIUM

## 参考資料
- 川瀬泰雄『プレイバック 制作ディレクター回想記』学研マーケティング、2011年2月。ISBN 978-4054047259。